# Code criminel (Canada)
Pour les articles homonymes, voir Code criminel (homonymie) et CCR.
Lire en ligne

https://laws-lois.justice.gc.ca/fra/lois/C-46/index.html

Le Code criminel (C.cr.) est une loi canadienne codifiant la majorité des actes de nature criminelle au Canada. Son nom officiel au long est Loi concernant le droit criminel. Selon l'article 91(27) de la Loi constitutionnelle de 1867, le droit criminel au Canada est une compétence relevant du Parlement fédéral et que lui seul peut légiférer sur celui-ci, c'est-à-dire décider ce qui constitue un crime.
Outre le Code criminel, d'autres lois fédérales canadiennes prévoient des infractions criminelles comme la Loi sur les armes à feu, la Loi réglementant certaines drogues et autres substances, la Loi sur la preuve au Canada, la Loi sur les aliments et drogues, la Loi sur le système de justice pénale pour les adolescents et la Loi sur les contraventions (en).
Le premier Code criminel canadien a vu le jour en 1892. Il a ensuite subi une révision générale en 1906 et en 1955.

## Histoire
Le Code criminel a été adopté en juillet 1892 à l'initiative du ministre de la Justice Sir John Sparrow David Thompson. 
Il était basé sur un brouillon appelé le « code Stephen » rédigé par Sir James Fitzjames Stephen dans le cadre d'une commission royale en Angleterre en 1879 et influencé par les écrits du juriste canadien George Burbidge. Le Code criminel canadien suivait, en grande partie, la loi relative au droit criminel anglais de 1878. Cependant, le Canada souhaitait avoir un document légal plus précis décrivant les activités criminelles

## Contenu
Le corps principal du Code criminel est divisée par les parties suivantes :
- partie i : dispositions générales
- partie ii : infractions contre l’ordre public
- partie ii.1 : terrorisme
- partie iii : armes à feu et autres armes
- partie iv : infractions contre l’application de la loi et l’administration de la justice
- partie v : infractions d’ordre sexuel, actes contraires aux bonnes mœurs, inconduite
- partie vi : atteintes à la vie privée
- partie vii : maisons de désordre, jeux et paris
- partie viii : infractions contre la personne et la réputation
- partie ix : infractions contre les droits de propriété
- partie xii : infractions relatives à la monnaie
- partie xii.1 : documentation et instruments pour l’utilisation de drogues illicites
- partie xii.2 : produits de la criminalité
- partie xiii : tentatives — complots — complices
- partie xiv : juridiction
- partie xv : procédure et pouvoirs spéciaux
- partie xvi : mesures concernant la comparution d’un prévenu devant un juge de paix et la mise en liberté provisoire
- partie xvii : langue de l’accusé
- partie xviii : procédure à l’enquête préliminaire
- partie xix : actes criminels — procès sans jury
- partie xix.1 : cour de justice du Nunavut
- partie xx : procédure lors d’un procès devant jury et dispositions générales
- partie xx.1 : troubles mentaux
- partie xxi.1 : demandes de révision auprès du Ministre de la Justice - erreurs judiciaires
- partie xxii : assignation
- partie xxiv : délinquants dangereux et délinquants à contrôler
- partie xxv : effet et mise à exécution des engagements
- partie xxvi : recours extraordinaires
- partie xxvii : déclarations de culpabilité par procédure sommaire
- partie xxviii : dispositions diverses

Le code  criminel comprend également des appendices reliés aux parties énoncées ci-dessus et une série de formulaires  prescrits tels notamment le Formulaire 5, qui établit le libellé juridique pour les mandats de perquisition.

## Modifications
Le Code criminel a été révisé à plusieurs reprises, incluant l'ajout de lois fédérales entre 1955 et 1985. Une révision importante a eu lieu lors de l'adoption de la Loi de 1968-69 modifiant le droit pénal dont les dispositions incluaient, entre autres, la décriminalisation des actes homosexuels entre des adultes consentants, la légalisation de l'avortement, de la contraception et des loteries, de nouvelles restrictions sur la possession d'armes à feu ainsi que l'autorisation des éthylotests dans les cas soupçonnés de conduite en état d'ébriété.
Avant les attentats terroristes du 11 septembre 2001, le Code criminel ne comprenait presque aucune référence au terrorisme. À la suite de cet événement, le Parlement du Canada a adopté la Loi anti-terrorisme en 2001. Cette loi a ajouté une nouvelle composante au Code criminel s'inscrivant entre les parties ii et iii en tant que « partie ii.1 - terrorisme » qui comprend de nombreuses dispositions concernant le financement du terrorisme, l'établissement d'une liste d'organisations terroristes, le gel des biens, la confiscation de biens et la participation, la facilitation, l'instruction et l'hébergement de terrorisme.

## Mineurs
Les mineurs âgés de 12 à 17 ans qui ont commis des infractions mentionnées au Code criminel sont poursuivis de la même manière que les adultes selon le Code criminel. Ils sont sujets aux mêmes lois sur la preuve. Cependant, les dispositions relatives à la condamnation, à la procédure et à la preuve sont modifiées par la Loi sur le système de justice pénale pour les adolescents. Selon la gravité du délit ou du crime, le procureur de la Couronne peut demander au juge qu'un adolescent âgé d'au moins 14 ans reçoive une sentence pour adultes. Auparavant, de tels cas étaient alors transférés à une cour pour adulte. Ceci n'est plus le cas depuis l'adoption de la Loi sur le système de justice pénale pour les adolescents, qui prévoit que les adolescents peuvent recevoir une sentence pour adultes dans une cour pour adolescents.
Si un adolescent a une sentence de détention pour adultes, il est détenu dans un établissement pour mineurs jusqu'à l'âge de 18 ans. À cet âge, on décide s'il est maintenant majeur (et donc transféré dans un établissement pour adultes) ou s'il demeure dans l'établissement pour mineurs jusqu'à l'âge de 20 ans. Si une sentence pour adultes est prononcée, le nom de l'adolescent sera publié et aura droit à un dossier criminel permanent.
En 2010, la Loi sur le système de justice pénale pour les adolescents a été modifiée en ce qui a trait aux sentences pour adultes.

#### Ouvrage
- (en) Desmond H. Brown, The Genesis of the Canadian Criminal Code of 1892, Toronto, University of Toronto Press for the Osgoode Society, 1989, 253 p. (ISBN 0-8020-5833-7).

#### Articles scientifiques
- André Cellard et G. Pelletier, « La construction de l'ordre pénal au Canada, 1892-1927 : approches méthodologiques et acteurs sociaux », Déviances et société, vol. 4, no 23,‎ 1999, p. 367-393 (lire en ligne).
- Guy Lemire, Serge Brochu, Pierre Noreau, Jean Proulx, Gilles Rondeau, Claudine Langlois, Suzanne Castonguay et Chantal Fredette, « Le recours au droit pénal et au système pénal pour régler les problèmes sociaux », Les Cahiers de recherches criminologiques, Centre international de criminologie comparée, Université de Montréal, no 28,‎ 1998 (lire en ligne).